# Арцебарский, Анатолий Павлович
Анато́лий Па́влович Арцеба́рский (род. 9 сентября 1956, пгт Просяная Покровского района Днепропетровской области Украинской ССР) — лётчик-космонавт СССР, 71-й космонавт СССР, лётчик-испытатель, Герой Советского Союза, общественный и научный деятель Российской Федерации.

## Биография

### Образование
- В 1973 окончил среднюю школу № 2 в посёлке Просяная
- В октябре 1977 окончил Харьковское Высшее военное авиационное училище лётчиков им. дважды Героя Советского Союза С. И. Грицевца, специальность «Командная тактическая истребительная авиация», квалификация «военный лётчик-инженер»
- В 1983—1987 учился на вечернем отделении факультета самолётостроения Ахтубинского филиала Московского авиационного института им. С. Орджоникидзе «Взлёт» без отрыва от работы
- С 28 июля 1994 проходил обучение в Академии Генерального Штаба Министерства Обороны Российской Федерации, окончил её 18 июня 1996
- В 2002 окончил Московскую академию рынка труда и информационных технологий по программе антикризисного управления
- С 18 сентября 2006 по 17 сентября 2008 года проходил обучение в ФГОУ высшего профессионального образования «Российская академия государственной службы при Президенте Российской Федерации» с присвоением дополнительной квалификации «Мастер делового администрирования — Master of Business Administration (MBA)»

### Военная служба
- В 1973 зачислен на службу в Советской Армии с поступлением в Харьковское ВВАУЛ
- В 1973—1977 курсант Харьковского ВВАУЛ. Полёты на самолётах Л-29, УТИ МиГ-15, МиГ-17, МиГ-21
- 25 ноября 1977 зачислен лётчиком-инструктором 812-го учебного авиационного полка (УАП) Харьковского ВВАУЛ. Освоил и получил допуск на МиГ-21ПФ, МиГ-21ПФМ, МиГ-21У, МиГ-21УС, МиГ-21УМ
- 1978 — боевой вылет по перехвату воздушной цели
- ноябрь 1982 — переведён в 267-й Центр испытания авиационной техники и подготовки лётчиков-испытателей
- 1982—1996 на лётно-испытательной и космической службе
- со 2 ноября 1996 член Научно-технического комитета по вопросам орбитальных и многоразовых авиационно-космических комплексов Главного штаба Военно-воздушных сил Российской Федерации
- 20 августа 1998 уволен из Вооружённых Сил РФ в запас по организационно-штатным мероприятиям

Общий налёт более 1600 часов, 48 прыжков с парашютом.

#### Классность
- с 11 августа 1978 — Военный лётчик 3-го класса
- с 5 ноября 1980 — Военный лётчик 2-го класса
- с 21 февраля 1981 — Военный лётчик 1-го класса
- с 4 августа 1983 — Лётчик-испытатель 3-го класса
- с 14 февраля 1986 — Лётчик-испытатель 2-го класса
- с 24 января 1992 — Космонавт 2-го класса

### Лётно-испытательная работа
- с ноября 1982 по август 1983 прошёл подготовку в 267-м Центре испытания авиационной техники и подготовки лётчиков-испытателей в городе Ахтубинск Астраханской области
- 11 августа 1983 зачислен лётчиком-испытателем в 1-ю испытательную авиационную эскадрилью (ИАЭ) службы лётных испытаний истребителей-перехватчиков ПВО и самолётов фронтовой авиации 1-го управления Государственного Краснознамённого научно-исследовательского института Военно-воздушных сил им. В. П. Чкалова (ГКНИИ ВВС). За время лётно-испытательной работы освоил МиГ-23, все модификации МиГ-25, МиГ-27, МиГ-29, Су-17, Як-40, Ту-134, А-50 (ДРЛО).
- 16 октября 1986 переведён во 2-ю ИАЭ того же института

### Космические исследования

#### Подготовка
- Был включён в программу отбора, проводимую ГКНИИ ВВС СССР для работы в программе «Буран». Медицинское обследование прошёл в Центральном военном научно-исследовательском авиационном госпитале (ЦВНИАГ).
- В июне 1985 получил положительное заключение Центральной врачебно-лётной комиссии (ЦВЛК)
- 2 сентября 1985 решением Государственной межведомственной комиссии (ГМВК) отобран как кандидат в космонавты от ГКНИИ ВВС
- ноябрь 1985 — май 1987 — проходил методом сборов цикл общекосмической подготовки в Центре подготовки космонавтов им. Ю. А. Гагарина
- май 1987 — успешная сдача зачётов и присвоение квалификации «космонавт-испытатель»
- 8 января 1988 — приказом Министерства обороны СССР зачислен во 2-ю группу отряда космонавтов Центра подготовки космонавтов ВВС на должность космонавта-испытателя (9-й набор космонавтов ЦПК ВВС , совместно с В. М. Афанасьевым и Г. М. Манаковым). Назначение было произведено в связи с увеличением сроков реализации программы «Буран».
- 1988—1989 — подготовка в группе космонавтов по программе полётов на орбитальном комплексе « Мир» (ОК «Мир»).
- июль 1989 — февраль 1990 — подготовка к полёту на ОК «Мир» в качестве командира резервного экипажа совместно с С. В. Авдеевым
- февраль 1990 — июль 1990 — подготовка к полёту по программе 7-й основной экспедиции (ЭО-7) на ОК «Мир» в качестве командира третьего (резервного) экипажа
  - февраль 1990 — 13 июня 1990 совместно с М. Х. Манаровым
  - с 13 июня 1990 — без партнёров (М. Х. Манаров был переведён бортинженером в дублирующий экипаж космического корабля «Союз ТМ-10» на место В. И. Севастьянова, отстранённого от длительного полёта по медицинским показаниям.)
- с 13 августа по 12 ноября 1990 проходил подготовку по программе 8-й основной экспедиции (ЭО-8) на ОК «Мир» в качестве командира дублирующего экипажа совместно с С. К. Крикалёвым и японской космонавткой Рёко Кикути)
- с 5 декабря 1990 по 19 апреля 1991 проходил подготовку по программе 9-й основной экспедиции (ЭО-9) на ОК «Мир» в качестве командира основного экипажа (совместно с С. К. Крикалёвым и космонавткой Великобритании Хелен Патрицией Шарман).

#### Космический полёт

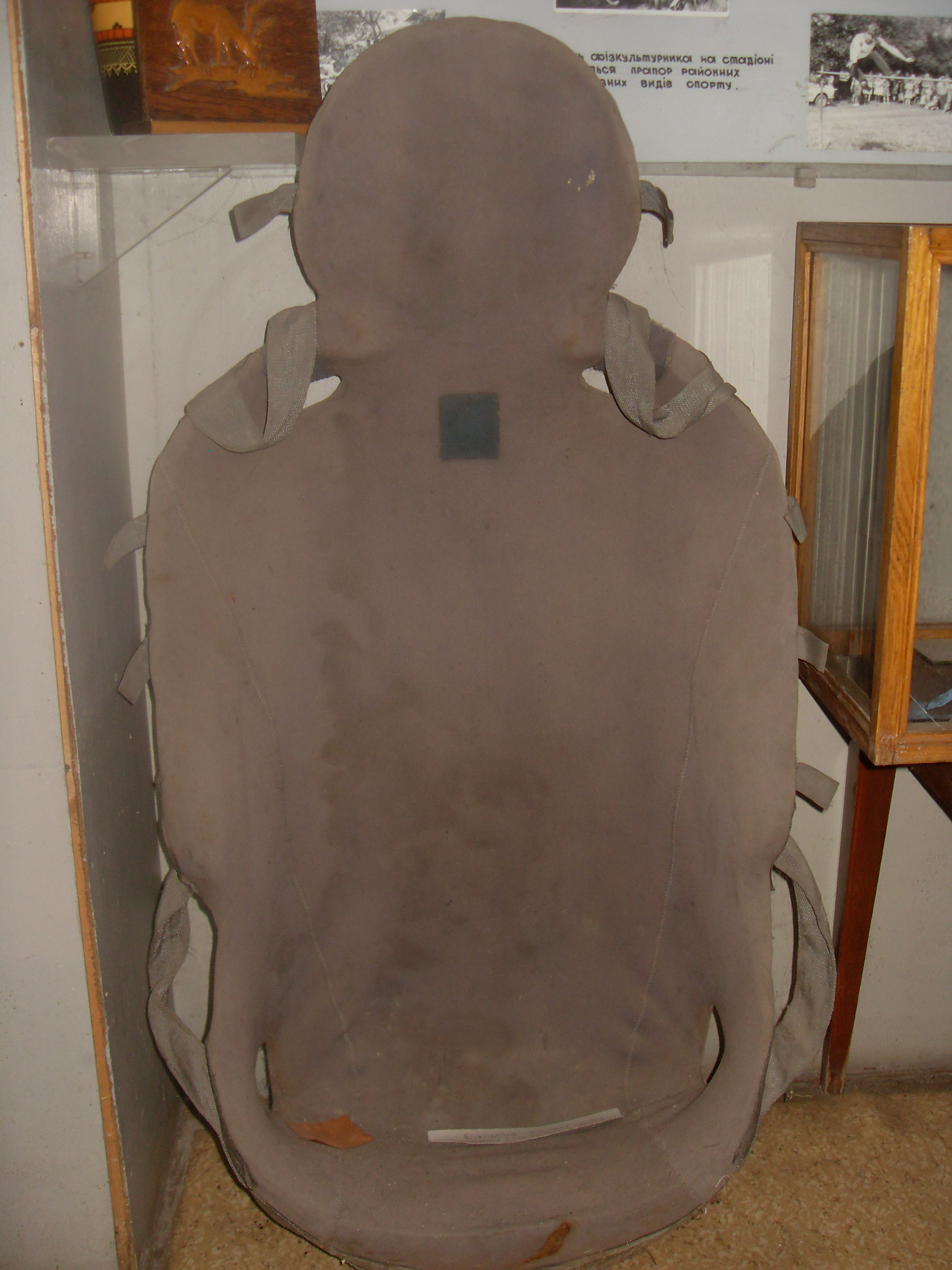
Ложемент космонавта Арцебарського А. П.

Совершил длительный космический полёт с 18 мая по 10 октября 1991 в качестве командира экипажа транспортного корабля «Союз ТМ-12» и ОК «Мир» по программе 9-й основной экспедиции (ЭО-9) и программы «Джуно» (Juno). В стартовый экипаж входили С. К. Крикалёв и Х. П. Шарман. Стал 248-м человеком в космосе, 71-м из СССР.
Персональный позывной «Озон-1».
За период космического полёта совершил шесть выходов в открытое космическое пространство:
- 24 июня продолжительностью 4 часа 58 минут
- 28 июня — 3 часа 24 минуты
- 15 июля — 6 часов 4 минуты
- 19 июля — 5 часов 28 минут
- 23 июля — 5 часов 34 минуты
- 27 июля — 6 часов 49 минут

Передал смену на ОК «Мир» командиру 10-й основной экспедиции (ЭО-10) А. А. Волкову, возвратился на землю на «Союз ТМ-12» совместно с членами 8-й экспедиции посещения (ЭП-8) Т. О. Аубакировым (СССР) и Ф .А. Фибёком (Австрия).
Продолжительность полёта 144 суток 15 часов 21 минута 50 секунд. Продолжительность работы в открытом космосе 32 часа 17 минут.
Статистика
| # | Стартовый корабль | Старт, UTC        | Экспедиция        | Корабль посадки | Посадка, UTC      | Налёт                        | Выходы в открытый космос | Время в открытом космосе |
| - | ----------------- | ----------------- | ----------------- | --------------- | ----------------- | ---------------------------- | ------------------------ | ------------------------ |
| 1 | Союз ТМ-12        | 18.05.1991, 12:50 | Союз ТМ-12, Мир-9 | Союз ТМ-12      | 10.10.1991, 04:12 | 144 суток 15 часов 21 минута | 6                        | 32 часа 17 минут         |
|   |                   |                   |                   |                 |                   | 144 суток 15 часов 21 минута | 6                        | 32 часа 17 минут         |

#### Дальнейшая подготовка
- 24 апреля 1992 — зачислен инструктором-космонавтом-испытателем во 2-ю группу Центра подготовки космонавтов ВВС. Проходил подготовку в составе условного экипажа совместно с Ю. В. Усачёвым.
- июль 1992 — назначен командиром дублирующего экипажа по программе 13-й основной экспедиции ОК «Мир», но к подготовке не приступал
- 7 сентября 1993 приказом МО РФ отчислен из состава отряда космонавтов Центра подготовки космонавтов ВВС РФ и прикомандирован к Центру программных исследований Российской академии наук (РАН) в качестве советника, инструктора-космонавта-испытателя РАН.
- 4 января 1994 — приказом по РАН зачислен на должность советника, инструктора-космонавта-испытателя РАН. Работа в лаборатории крупногабаритных конструкций; начальником сектора информационных технологий.
- 28 июля 1994 — уволен с должности космонавта РАН в связи с поступлением на учёбу в Академию Генштаба МО РФ.

### Общественная и научная деятельность
- c 1980 член КПСС.

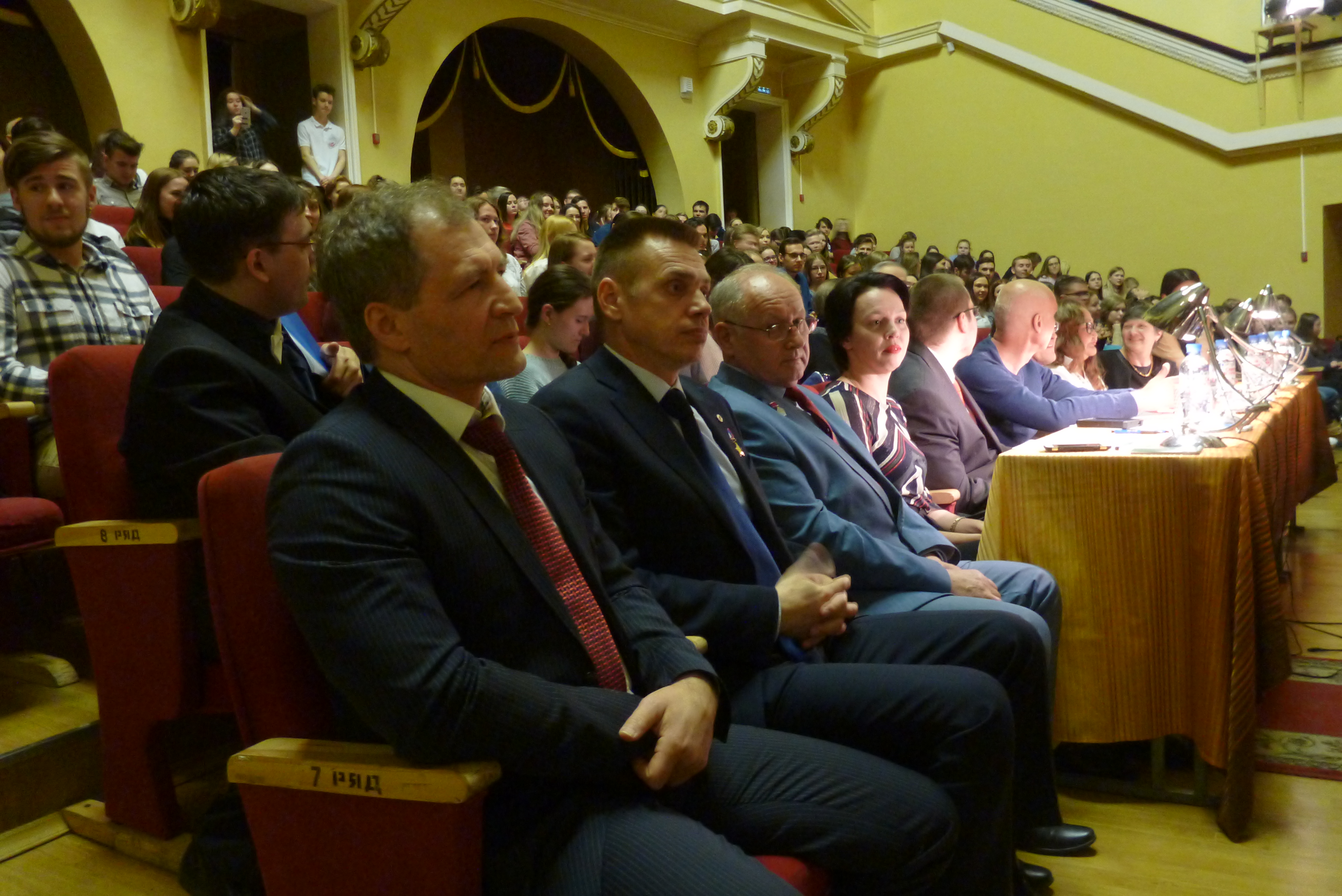
Анатолий Арцебарский рядом с депутатами Екатеринбургской городской думы Игорем Володиным и Сергеем Ворониным. Екатеринбург, 18 апреля 2019 года

- с 20 марта 1999 — руководитель отдела пропаганды Федерации космонавтики России
- с 16 июня 2000 — вице-президент Федерации космонавтики России
- 2000 — избран академиком Международной академии информации, связи и управления в природе и обществе.
- 2005 — избран академиком Академии проблем безопасности обороны и правопорядка РФ.

### Трудовая деятельность
- с 12 апреля 1999 — 1-й заместитель председателя правления Народного благотворительного фонда сохранения ОК «Мир»
- с 9 ноября 1999 — Генеральный директор Народного благотворительного фонда сохранения ОК «Мир»
- с 22 марта 2001 — советник президента ЗАО КБ «Европейский трастовый банк»
- с 26 мая 2004 — член Совета директоров ЗАО КБ «Европейский трастовый банк»
- c 15 марта 2007 — Глава представительства Акционерного Общества "Национальная компания «Казкосмос» (Республика Казахстан) в Москве. Общество переименовано 2 августа 2007 года в Акционерное Общество "Национальная компания «Казакстан Гарыш Сапары»

## Семья
Отец — Павел Карпович Арцебарский. Мать — Мария Васильевна Арцебарская (Сторчеус).
В семье пятеро детей. Сын Тарас (российский лётчик-испытатель первого класса), сын Александр и три дочери — Алеся, Мария и Екатерина.

## Воинские звания
- 21 октября 1977 — лейтенант
- 3 ноября 1979 — старший лейтенант
- 17 февраля 1982 — капитан
- 3 марта 1985 — майор
- 31 марта 1988 — подполковник
- 25 октября 1991 — полковник

## Награды и звания
- Герой Советского Союза с вручением медали «Золотая Звезда» и ордена Ленина (10 октября 1991)
- Медаль «За заслуги в освоении космоса» (12 апреля 2011 года) — за большие заслуги в области исследования, освоения и использования космического пространства, многолетнюю добросовестную работу, активную общественную деятельность[2]
- 11 медалей СССР и РФ
- Медаль Алексея Леонова (Кемеровская область, 2015) — за шесть совершённых выходов в открытый космос[3]
- Памятная медаль «50 лет космонавтике» (КПРФ, 2013)[4]
- Лётчик-космонавт СССР (10 октября 1991)
- Почётное звание «Заслуженный испытатель космической техники» (2000)